# Shediac
Shediac é uma pequena cidade canadense no Condado de Westmorland, em Nova Brunswick, Canadá.